# Alberto Faria
Alberto Faria (Rio de Janeiro, 19 de outubro de 1869 – Ilha de Paquetá, 8 de setembro de 1925), nasceu no Rio de Janeiro, na antiga Rua São Pedro, que foi destruída para construir a Avenida Presidente Vargas, em 19 de outubro de 1869, e morreu em 8 de setembro de 1925, com 55 anos, em Ilha de Paquetá no Rio de Janeiro, foi um jornalista, professor, crítico, folclorista, filólogo e historiador brasileiro. Filho de Leocádia Lopes Faria, e do comerciante José Lopes Faria, ambos portugueses, realizou o primário e o secundário em uma região do interior de São Paulo, desde cedo, logo aos 12 anos iniciou seus trabalhos como escritor e jornalista, redigia no jornalzinho O Arauto, que era de sua região. Depois, aos 14 anos, fez sua primeira criação, fundou na cidade de São Carlos, A Alvorada, que mostrava a vontade de luta e novos tempos para a cultura, e assim manteve seus estudos em São Paulo. 

## Início da carreira
Começou a exercer o jornalismo de fato em 1889, quando mudou para a cidade de Campinas, 5 anos depois, em 1894, criou o jornal O Dia, e na mesma época, fazia parte da equipe escrevendo para o Correio de Campinas, colaborou durante um ano, e diante sua surpreende escrita, se tornou diretor em 1985 e 1986.
Logo em seguida, no ano de 1987, criou mais um, A Cidade de Campinas, que ele redigiu e cuidou até 1904, começou ficar conhecido pelo seu sucesso na seção de Ferros Velhos, na qual assinava suas criações como Adelino, que era seu pseudônimo. Começou sua carreira no magistério concorrendo ao concurso para se tornar professor de literatura  em 1901, junto com ele grande nomes como Batista Pereira e o Coelho Neto também participaram, mas Alberto conseguiu se colocar em primeiro lugar. Além de todas as suas realizações, passou a participar e se destacar em mais tarefas, agora como historiador e crítico com um cunho erudito, se envolvendo em primeira mão com investigações relacionadas  a literatura, com o objetivo de resolver problemas baseados em datação de obras e autoria das tais. Alberto enxergou uma oportunidade no ambiente cultural que era presente para estudar e aprofundar ainda mais seus conhecimentos em literatura portuguesa, brasileira, moderna e as clássicas gregas e latinas, conhecimento que ajudou o autor a produzir posteriormente as obras Aérides e Acendalhas.
Alberto Faria era polêmico, escreveu e manteve jornais que contribuíram para debates e discussões entre grandes escritores da época, que giravam em torno de pontos e temas importantes para a cultura histórica literária, além de utilizar seus estudos para fazer críticas tanto internas como externas de obras que faziam parte da história literária. Entre os críticos brasileiros, foi o primeiro a enxergar um nível de importância em relação do estabelecimento de autoria e textos, ou seja, entender exatamente de onde cada autor buscou e conseguiu informações, quais eram suas fontes, suas influências, como isso era descoberto por eles, com uma visão exploratória ao redor de formatos e temas. Um exemplo desse trabalho, foi envolvendo Cartas Chilenas, publicado em 1913, em que seu estudo ficou conhecido como a crítica que mais trouxe resultados explicativos sobre a questão. Foi também editor da Revista do Centro de Ciências, Letras e Artes da Universidade de Campinas, que começou ser publicada em outubro de 1902, e permaneceu até o mês de agosto de 1910, na qual também voltou a ser publicada em décadas posteriores.

## Academia Paulista de Letras
Diante seus encargos jornalísticos, fez parte do membro de primeiros fundadores e primeiros titulares em 1909 dentro os 42 da Academia Paulista de Letras, que era uma instituição que não tinha fins lucrativos, era uma maneira de disseminar a literatura brasileira. Foi fundada em 27 de novembro de 1909 com o objetivo de apresentar e espalhar cultura para as crianças e os jovens, que eram a futura geração. Para ser membro da instituição, como foi Alberto, era necessário se encaixar em três requisitos obrigatórios, prezando as ideias propostas de Machado de Assis para formar uma academia, que deveria composta por literários, personalidades que trariam visibilidade, e também jovens, que tinha o papel de trazer alegria, entretanto, pelo menos metade dos membros deveria residir na cidade de São Paulo.[carece de fontes?]

## Academia Brasileira de Letras
Em 1918, se tornou o terceiro ocupante da cadeira número 18 da Academia Brasileira de Letras, no qual foi eleito em 10 de outubro, como  continuação de Barão Homem de Melo, que foi o primeiro sucessor, o que fez de Alberto ser o segundo sucessor. Foi recebido pelo acadêmico Mário de Alencar em 6 de agosto de 1919, quando fez um discurso posse extremamente longo agradecendo por tal conquista como resposta após um discurso de recepção pelo Mário. Mas poucos sabem que quando Alberto conquistou um lugar na academia, era a segunda vez que concorria como candidato, em sua primeira vez concorreu com Lafayette Rodrigues e Barão de Paranapiacaba, no qual Lafayette que ganhou a eleição com 20 votos, contra 2 votos para Alberto e apenas um voto para o Barão. A segunda vez que Alberto concorreu na academia, aconteceu pois o ocupante Barão Homem de Melo faleceu e surgiu uma vaga para ocupar o lugar dele, que foi eleito no dia 9 de novembro de 1916.
No mesmo que ocupou a cadeira número 18, 1918, publicou seu volume de crítica e folclore, Aérides, e aos poucos como folclorista, foi conquistando um bom público e sendo respeitado e reconhecido por seus companheiros, como Amadeu Amaral, que também fazia parte da Academia Brasileira de Letras, e era um grande pesquisador do folclore. Após muitos conselho com o lançamento de Aérides, foi o que fez o autor se candidatar pela segunda vez a Casa de Machado, que seria a própria Academia Brasileira de Letras, disputando o lugar com Lindolfo Xavier, que perdeu e Alberto foi eleito com 21 votos, sendo o 76º membro escolhido da academia e o 17º  carioca a ingressar. 

### Obstáculo na candidatura
Apesar de grande parte dos votantes terem escolhido o folclorista, alguns acadêmicos tentarem restringir formalmente a ocupação do autor, dizendo que Alberto não havia publicado nenhum livro, e que suas produções tinham características fragmentárias, mas integrantes como João Ribeiro e Mário de Alencar, que fez o discurso de recepção de Alberto, entram em defesa do novo acadêmico, glorificando suas obras e suas produções, seu grande trabalho crítico e literário. E nesta época, mesmo com muitas demandas e afazeres, o autor nunca deixou de escrever no jornal em qual redigia, uma carreira que nunca quis se afastar.

## Diferente filólogo
Alberto era um notável folclorista pelas suas profundas pesquisas e confrontos que fez nesse domínio bibliográfico, mas além disso, ele era também considerado um grande filólogo, que exerce um papel de estudo da linguagem em escritas históricas, na qual ele era visto como diferente dentre os demais da época. Um estudo de Evanildo Bechara, relata toda a história e contribuições de Alberto Faria nesse contexto, que além de todos os estudos em relação as estruturas gramaticais, da história da língua, da chamada cultura das palavras, da evolução da língua latina de suas continuações românticas, trouxe também todos os reflexos vivos e muito importantes para a latinidade. Muitos ao seu redor entravam nesse assunto em relação ao seu erudito fazer filológico, o tratando apenas como folclorista, como fez Mário de Alencar, em seu discurso de recepção para Alberto quando assumiu a cadeira número 18, podendo falar mais sobre as atividades que Alberto exerceu.

### Condições de Filólogo
Um artigo publicado em 24 de junho de 1918 no jornal Imparcial, escrito por João Ribeiro, foi recolhido por Múcio Leão, no volume 4 da obra Crítica, edição ABL em 1959, que foi feito propriamente para críticos e ensaístas, nas páginas 28-31, analisa toda a obra de Alberto Faria, Aérides, marcando em todas as letras, palavras, sua condição como filólogo diante o vasto leque de atividades que podem ser feitas nesse gênero e que estão presentes na obra, enaltecendo Alberto como pessoa e como escritor. Para muitos representantes do estudo filológico, existe uma associação do estudo com o folclore, nas quais são facilmente identificadas na obra Aérides, podendo ser considerado um dos grandes filólogos da época, comparando até com Augusto Meyer, que possui traços parecidos com o Alberto Faria, que se preocupa com o divergente em relação aos temas que trabalha. Muitos diziam que Alberto era grosseiro e rude pelas críticas que fazia nas obras de famosos escritores da época, mas ele mesmo costumava  dizer que apenas escrevia a verdade, e ainda de uma maneira totalmente imparcial, é o que diz Othon Costa em seu patrono na Academia Carioca de Letras, que em 1935 realizou um evento comemorativo par os 10 anos do falecimento de Alberto Faria, que foi fundada em 1926, um após a morte do autor.

## ObraAcendalhas
Acendalhas foi publicado em novembro 1920, contendo 14 capítulos, e o mesmo conhecimento e a mesma disposição temática de Aérides, que tem 41 capítulos, sobre literatura e folclore, e ainda assim as duas obras eram opostas, com os assuntos muito bem tratados e aprofundados, e foi nessa obra que o autor respondeu uma crítica maldosa que recebeu de Otoniel Mota, usando todo sua sabedoria e sua experiência de anos de carreira e profissionalismo. 

## Matérias e obras publicadas
Décadas depois, muitos jornais publicavam matérias sobre o autor, contanto sobre suas conquistas e produções, como O Globo, que no dia 17 de março de 1960, publicou em uma seleção intitulada de Porta de Livraria, de Antonio Olindo, que contava sobre o momento que o autor se tornou ocupante da cadeira 18, na Academia Brasileira de Letras, citando até parte de seu discurso de posse. Outra foi no Jornal do Brasil, do Rio de Janeiro, no dia 13 de fevereiro de 1969, escrito por Josué Montello, falando sobre a comemoração de centenário de nascimento de Alberto Faria realizado pela Academia Brasileira de Letras. Mais um jornal, chamado A Tarde, de Juiz de Fora, Minas Gerais, publicou no dia 9 de setembro de 1970, falando sobre a importância do autor e suas respectivas obras. Muitas obras do autor foram publicadas na Revista da Academia Brasileira de Letras, após seu falecimento, algumas foram publicadas no mesmo de sua morte, e outras posteriormente, estão entre elas, Nariz e Narizes, Os sinos, Andorinhas e o Galo Através do Séculos. 

## Influência
Alberto Faria foi um grande marco em diversas vertentes da história brasileira nos ramos da cultura, da literatura, da linguagem, do folclore e do jornalismo, desde muito cedo se interessou pelo uso da escrita e dos estudos, passou sua vida expandindo seu conhecimento tanto profissional, como pessoal, fundou e criou diversos projetos que apoiaram de maneira extremamente importante a expansão do jornalismo, e do âmbito cultural, entre diversas outras contribuições durante sua trajetória de vida, um integrante no qual a Academia Brasileira de Letras deve se orgulhar e agradecer por ter feito parte da longa história da instituição, que permanece viva e em funcionamento até os dias atuais. Apesar de Alberto Faria ter sido uma figura essencial para história, muito pouco é falado sobre ele e de suas obras na atualidade, a reedição de suas obras seria uma maneira de mostrar suas inéditas escritas e produções.  